# Josef Kubelka
Josef Kubelka (21. listopadu 1868 Přestavlky u Kostelce n. Orl. – 20. července 1894 Chrudim) byl český básník, humoristický publicista a překladatel.

## Život
Narodil se 21. listopadu 1868 v Přestavlkách u Kostelce nad Orlicí. Studoval na gymnáziu v Rychnově nad Kněžnou, poté deset let pracoval jako účetní adjunkt v chrudimském cukrovaru.
20. července 1894 náhle zemřel po krátké nemoci na zástavu srdce. Smuteční řeč na jeho pohřbu pronesl Karel Pippich.

## Dílo
Psal krátké básně a popěvky, nesené zdravým a radostným tónem, vyznačující se prostou, svěží lyrikou a upřímnými city. Byl básníkem veselého mládí. Využil orientální formu gazelu, tradičně zasvěcenou vínu, lásce a bezstarostné životní filosofii, a přiblížil ji podobě národního českého popěvku. Vedle humorných básní psal i vážné, jemně procítěné lyrické básně, zejména milostné. Jeho styl byl v té době už anachronický, ale přesto oblíbený pro své radostné, optimistické vyznění.
Přispíval do časopisů, např. Lumír, Světozor, Paleček, Niva a Nové proudy. Knižně vydal dvě sbírky:
- Písně a gazely (1892)
- Kaleidoskop (1894)

Publikoval i společenskou hru Nový pravdomluvec : zábavná hra při kteréž dle udaných otázek vhodnou odpověď lze obdržeti (1887).
Některé své práce podepisoval pseudonymy G. Bodláček a Kňourek Kos. Rovněž překládal z francouzštiny, španělštiny a němčiny.
Ukázka díla: Písně a Gazely
Znám mladou paní hospodskou —

tak švarná je, tak vesela;

má žárné víno ve sklepě

a — žárlivého manžela.

Co ten se za den nažehrá

a naláteří, nabručí —

ký div, že žínka útěchu

pak hledá v mojí náruči.

Ký div, že srdce útrpné

mou vřelou soustrast ocení

a úsměvem jí oplatí

a políbením ocení.

Znám mladou paní hospodskou,

tak švarná je, tak vesela — —

žeť snadno býti útrpným,

já pochopil jsem docela.
Ukázka díla: Kaleidoskop
Vzpomínky, vzpomínky, přeletaví ptáci —

zase jich zpěvný tlum do srdce se vrací,

do srdce vrací se, uhnízdí se v hrudi —

zda svými písněmi jaro mi tam zbudí?

Vzpomínky, vzpomínky, přeletaví ptáci,

z hrudi mi vyplašte mrtvou resignaci,

vraťte mi idoly, pro něž srdce bilo,

aby se slzami hrudi ulevilo.